# Moristroma japonicum
Moristroma japonicum är en svampart som beskrevs av Nordén 2005. Moristroma japonicum ingår i släktet Moristroma, ordningen Chaetothyriales, klassen Eurotiomycetes, divisionen sporsäcksvampar och riket svampar.   Inga underarter finns listade i Catalogue of Life.